# Lesley Barber
Lesley Barber (Toronto, Ontario, 1962) es una compositora canadiense de música para películas, teatro, cámara y ensamble orquestal y es también directora, pianista, productora, y multiinstrumentista. Barber es especialmente conocida por componer la música para la película Puedes contar conmigo, Mansfield Park, Ciegas de Amor, Cuando cae la noche, y para la serie televisiva animada Little Bear.

## Biografía
Nacida en Toronto en 1968, Lesley Barber empezó a componer a la edad de diez años. Ganó varios premios de compositores jóvenes y se graduó con un Master en Composición de Música de la Universidad de Toronto en 1988, estudiando con el pionero de la música electroacústica Gustav Ciamaga y con el compositor Lothar Klein.
Después de la universidad, Barber pasó varios años grabando para el teatro alternativo de Toronto, creando música para más de 20 producciones de teatro.  Trabajos notables incluyen Unidentified Human Remains and The True Nature of Love de Brad Fraser; Love and Anger, Nothing Sacred, Escape from Happiness, de George F. Walker y The Warriors de Michel Garneau. Las últimas dos producciones recibieron el Premio Dora Mavor Moore Awards a la Música Original Excepcional.
Como compositora clásica Barber ha sido contratada por artistas como la pianista Eve Egoyan, el Ensamble Electrónico Canadiense y la Orquesta de los Hemisferios y ha actuado como Compositora Joven Residente en el Festival del Sonido y en el Festival de Música Nueva de Winnipeg. Los trabajos incluyen Long White Line (para orquesta), Rhythmic Voodoo (percusión y electrónica), Music for a Lonely Zamboni (piano trio) y Marshland (cuarteto de cuerdas). Barber ha compuesto para Yo-Yo Ma para la serie televisiva Yo-Yo Ma: Inspired by Bach.
Barber ha citado como influencias musicales a Takemitsu, Corigliano, Haydn, Sofía Gubaidulina, Steve Reich, PJ Harvey, Radiohead, Carter Burwell, Ennio Morricone, y Philip Glass.
El trabajo de Barber en películas incluye la ganadora de un Premio de la Academia Puedes contar conmigo, de Kenneth Lonergan; la ganadora de un Emmy y un Globo de Oro Ciegas de Amor, de Mira Nair (protagonizada por Uma Thurman y Gena Rowlands); Mansfield Park y When Night Is Falling, de Patricia Rozema. También ha trabajado con los directores Wayne Wang y Boaz Yakin. Barber ha grabado en Toronto, Londres, Los Ángeles, Nueva York y Budapest y ha trabajado con Miramax, New Line, Focus Features, Nickelodeon, Warner Bros., y Home Box Office, entre otros.

## Filmografía
- Late Night (2019)
- Nappily Ever After (2018)
- Manchester by the Sea (2016)
- The Apology (2016)
- The Moth Diaries (2011)
- A Child's Garden of Poetry (2010)
- Girls on Top (2010)
- Victoria Day (2009)
- Kit Kittredge: An American Girl (2008) (música adicional)
- Death in Love (2008)
- A Thousand Years of Good Prayers (2007)
- Comeback Season (2006)
- We Don't Live Here Anymore (2004) (música adicional)
- Maurice Sendak’s Seven Little Monsters (2000–2003) Serie de TV  (todos los episodios)
- The Real Jane Austen (2002) (TV)
- Marion Bridge (2002)
- Hysterical Blindness (2002) (TV)
- The Little Bear Movie (2001)
- You Can Count on Me (2000)
- This Might Be Good (2000)
- Mansfield Park (1999)
- Luminous Motion (1998)
- A Price Above Rubies (1998)
- Los Locos: Posse Rides Again (1997)
- Yo-Yo Ma Inspired by Bach - Bach Cello Suite #6: Six Gestures (1997) serie de TV
- Turning April (1996)
- What's His Face (1995)
- When Night Is Falling (1995)
- Little Bear (1995) serie de TV (todos los episodios)

### Departamento de música
- Victoria Day (2009) directora, orquestadora
- Kit Kittredge: An American Girl (2008) orquestadora
- A Thousand Years of Good Prayers (2007) directora, orquestadora
- Comeback Season (2006) orquestadora
- Being Julia (2004) productora
- Maurice Sendak’s Seven Little Monsters (2000–2003) directora, orquestadora
- Marion Bridge (2002) orquestadora
- Hysterical Blindness (2002) (TV) directora, orquestadora
- The Little Bear Movie (2001) orquestadora
- Puedes contar conmigo (2000) orquestadora
- Mansfield Park (1999) orquestadora
- Luminous Motion (1998) (conductor) orquestadora
- A Price Above Rubies (1998) orquestadora
- Turning April (1996) directora, orquestadora
- When Night Is Falling (1995) directora, orquestadora